# مير أباد السفلي (شوي بانة)
میر أباد السفلی (بالفارسية: میرآباد سفلی) هي قرية تقع في إيران في البلدة المركزية. يقدر عدد سكانها بـ 288 نسمة بحسب إحصاء 2016.